# Astropecten petalodea
Astropecten petalodea is een kamster uit de familie Astropectinidae.
De wetenschappelijke naam van de soort werd in 1805 gepubliceerd door Anders Jahan Retzius.